# 普遍係数定理
普遍係数定理（ふへんけいすうていり、英: universal coefficient theorems）とは、単項イデアル整域R上定義されたホモロジーやコホモロジーから、R-加群を係数とするホモロジーやコホモロジーを求める一連の定理の総称である。
定理はR-加群として自由な任意のチェイン複体に対して成立し、したがって特に特異ホモロジー・コホモロジーのような位相幾何学的な背景を持つホモロジー・コホモロジーに対して成立する。

## 準備
本節では普遍係数定理を述べる準備として、チェイン複体とそのホモロジー、コチェイン複体とそのコホモロジーを復習し、さらに普遍係数定理を定式化するのに必要な概念であるTor関手、Ext関手を定義する。

### ホモロジー
Rを可換環とするとき、整数nを添え字として持つR-加群{\displaystyle C_{n}}と写像{\displaystyle \partial _{n}~:~C_{n}\to C_{n-1}}の組{\displaystyle C_{*}:=(C_{n},\partial _{n})_{n\in \mathbb {Z} }}で、
{\displaystyle \partial _{n-1}\circ \partial _{n}=0}
となるものR上のチェイン複体といい、
{\displaystyle H_{n}(C_{*}):=\mathrm {Ker} (\partial _{n})/\mathrm {Im} (\partial _{n+1})}
を{\displaystyle C_{*}}のn次のホモロジー加群という。

### コホモロジー
可換環Rに対し、{\displaystyle C^{*}=(C^{n},\delta ^{n})_{n\in \mathbb {Z} }}で{\displaystyle D_{*}:=(C^{-n},\delta ^{-n})_{n\in \mathbb {Z} }}がR上のチェイン複体になるものをコチェイン複体といい、
{\displaystyle H^{n}(C^{*}):=H_{n}(D_{*})}
を{\displaystyle C^{*}}のn次のコホモロジー加群という。

### Tor関手
Rを単項イデアル整域とし、M、NをR-加群とする。さらに短完全系列
{\displaystyle 0\longrightarrow A{\overset {\iota }{\longrightarrow }}B{\overset {p}{\longrightarrow }}M\to 0}
でA、Bが自由R-加群であるものを選び、
{\displaystyle 0\longrightarrow A\otimes _{R}N{\overset {\iota \otimes _{R}1_{N}}{\longrightarrow }}B\otimes _{R}N{\overset {p\otimes _{R}1_{N}}{\longrightarrow }}M\otimes _{R}N\longrightarrow 0}
を考えると必ずしも完全系列にならない。そこで
{\displaystyle \mathrm {Tor} _{R}(M,N):=\mathrm {Ker} (\iota \otimes _{R}1_{N})}
と定義する。{\displaystyle \mathrm {Tor} _{R}(M,N)}の定義はA、Bの取り方に依存しているが、実はA、Bを別のものに取り替えて定義した{\displaystyle \mathrm {Tor} _{R}(M,N)}と自然に同型になる事が知られているのでwell-definedである。
{\displaystyle \mathrm {Tor} _{R}(\cdot ,\cdot )}の事をTor関手という。
なお、Rが単項イデアル整域とは限らない一般の環の場合にもTorが定義できるが本項では割愛する。また{\displaystyle \mathrm {Tor} _{R}(M,N)}の事を{\displaystyle \mathrm {Tor} _{R}^{1}(M,N)}と表記し、より一般に{\displaystyle \mathrm {Tor} _{R}^{n}(M,N)}（n≧0）を定義する場合もあるが、これも本項では割愛する。これらに関する詳細はTor関手の項目を参照されたい。
Tor関手は以下の性質を満たす。
命題 ― 
Rを単項イデアル整域、M、NをR-加群とするとき、次が成立する：
1. {\displaystyle \mathrm {Tor} _{R}(M,N)\approx \mathrm {Tor} _{R}(N,M)}。[5]
2. {\displaystyle \mathrm {Tor} _{R}(\oplus _{\lambda \in \Lambda }M_{\lambda },N)\approx \oplus _{\lambda \in \Lambda }\mathrm {Tor} _{R}(M_{\lambda },N)}。ここで「{\displaystyle \oplus }」はR-加群としての直和を表す[6]。
3. Mが自由R-加群なら{\displaystyle \mathrm {Tor} _{R}(M,N)=0}
4. {\displaystyle \mathrm {Tor} _{R}(R/(x),N)\approx \{u\in N\mid xu=0\}}。[7]
5. {\displaystyle \mathrm {Tor} _{R}(R/(x),R/(y))\approx R/(\mathrm {gcd} (x,y))}、ここでgcd(x,y)はxとyの最大公約元である。
6. Kを標数0の体とするとき、任意の有限生成R-加群Mに対し、{\displaystyle \mathrm {Tor} _{R}(M,K)=0}

Rが単項イデアル整域であるので、M、Nが有限生成である場合、有限生成加群の基本定理から、MはRnと複数のR/(xi)の直和で書け、Nも同様である。上述の1., 2.からTorRは直和に関して分解できるので、上述の3., 5.を使うと、これらに対するTorRを容易に計算できる。

### Ext関手
Torのときと同様、Rを単項イデアル整域とし、M、NをR-加群とし、さらに短完全系列
{\displaystyle 0\longrightarrow A{\overset {\iota }{\longrightarrow }}B{\overset {p}{\longrightarrow }}M\to 0}
でA、Bが自由R-加群であるものを選ぶ。そして
{\displaystyle 0\longrightarrow \mathrm {Hom} _{R}(M,N){\overset {p^{*}}{\longrightarrow }}\mathrm {Hom} _{R}(B,N){\overset {\iota ^{*}}{\longrightarrow }}\mathrm {Hom} _{R}(A)\to 0}
を考えると必ずしも完全系列にはならない。そこで
{\displaystyle \mathrm {Ext} _{R}(M,N):=\mathrm {Coker} _{R}(\iota ^{*})}
と定義する。ここでCokerは余核である。すなわち、{\displaystyle f~:~X\to Y}に対し、{\displaystyle \mathrm {Coker} (f)=Y/\mathrm {Im} (f)}である。
{\displaystyle \mathrm {Ext} _{R}(M,N)}の定義はA、Bの取り方に依存しているが、実はA、Bを別のものに取り替えて定義した{\displaystyle \mathrm {Ext} _{R}(M,N)}と自然に同型になる事が知られているのでwell-definedである。
{\displaystyle \mathrm {Ext} _{R}(\cdot ,\cdot )}の事をExt関手という。
また{\displaystyle \mathrm {Ext} _{R}(M,N)}に関しても{\displaystyle \mathrm {Tor} _{R}(M,N)}と同様、Rが一般の環の場合に対しても定義できるし、{\displaystyle \mathrm {Ext} _{R}^{n}(M,N)}が定義できて{\displaystyle \mathrm {Ext} _{R}(M,N)=\mathrm {Ext} _{R}^{1}(M,N)}であるが、本項では説明を割愛する。詳細はExt関手の項目を参照されたい。
Ext関手は以下を満たす：
命題 ― 
Rを単項イデアル整域、M、NをR-加群とするとき、次が成立する：
1. {\displaystyle \mathrm {Ext} (\oplus _{\lambda \in \Lambda }M_{\lambda },N)=\oplus _{\lambda \in \Lambda }\mathrm {Ext} (M_{\lambda },N)}。ここで「{\displaystyle \oplus }」はR-加群としての直和である[10]。
2. {\displaystyle \mathrm {Ext} (M,\textstyle \prod _{\lambda \in \Lambda }N_{\lambda })=\textstyle \prod _{\lambda \in \Lambda }\mathrm {Ext} (M,N_{\lambda })}。ここで「{\displaystyle \textstyle \prod }」はR-加群としての直積である[10]。
3. Mが自由R-加群なら{\displaystyle \mathrm {Ext} (M,N)=0}
4. {\displaystyle \mathrm {Ext} _{R}(R/(x),N)\approx N/(x)}。[7]
5. {\displaystyle \mathrm {Ext} _{R}(R/(x),R/(y))\approx R/(\mathrm {gcd} (x,y))}、ここでgcd(x,y)はxとyの最大公約元である。
6. Kを標数0の体とするとき、任意の有限生成R-加群Mに対し、{\displaystyle \mathrm {Ext} _{R}(M,K)=0}

TorRの場合と同様、Mが有限生成R-加群であれば、これらの性質からExtRを具体的に計算できる。

## Torに関する普遍係数定理

### ホモロジーの場合
次の定理が成立することが知られている：
定理 (Torに関する普遍係数定理) ― 
Rを単項イデアル整域とし、MをR-加群とし、さらに{\displaystyle C_{*}:=(C_{n},\partial _{n})_{n\in \mathbb {Z} }}をR上のチェイン複体で、各nに対し{\displaystyle C_{n}}がR-加群として自由なものとする。このとき
{\displaystyle 0\to H_{n}(C_{*})\otimes _{R}M{\overset {\alpha }{\to }}H_{n}(C_{*}\otimes M){\overset {\beta }{\to }}\operatorname {Tor} _{R}(H_{n-1}(C_{*}),M)\to 0}
が短完全系列となるα、βが存在する。
しかもこの短完全系列は{\displaystyle C_{*}}およびMに関して自然である。さらにこの短完全系列は（自然ではなく）分裂する。
上記の定理でαは{\displaystyle [c]\otimes _{R}m\in H_{n}(C_{*})\otimes _{R}M\mapsto [c\otimes _{R}m]\in H_{n}(C_{*}\otimes _{R}M)}と具体的に書ける。

なお、係数環 Rが{\displaystyle \mathbb {Z} }でMが{\displaystyle \mathbb {Z} /p\mathbb {Z} }の場合は、上記の定理はボックシュタイン・スペクトル系列の特別な場合に相当する。
{\displaystyle R=\mathbb {Z} }で各{\displaystyle H_{n}(C_{*})}が有限生成加群である場合はホモロジーをより具体的に書ける。有限生成加群の基本的定理より、{\displaystyle H_{n}(C_{*})}は自由加群部分Fnと素数pに対する{\displaystyle T_{n,p}=\{x\in H_{n}(C_{*})\mid \exists m>0~:~p^{m}x=0\}}の和で書ける。（有限個の素数pを除いて{\displaystyle T_{n,p}=0}である）。ここで前述したTorの性質を利用すると、以下がわかる：
命題 ― 上記の設定のもと：
{\displaystyle H_{n}(C_{*}\otimes M)\approx H_{n}(C_{*})\otimes M\oplus \operatorname {Tor} _{R}(H_{n-1}(C_{*}),M)\approx {\begin{cases}\mathbb {Z} _{p}{}^{\mathrm {rank} (F_{n})+\mathrm {rank} (T_{n-1,p}\otimes \mathbb {Z} _{p})}&{\text{if }}M=\mathbb {Z} _{p}\\M^{\mathrm {rank} (F_{n})}&{\text{if }}M=\mathbb {Q} ,\mathbb {R} ,\mathbb {C} \end{cases}}}

### コホモロジーの場合
チェイン複体とコチェイン複体は添字の向きが違うだけなので、コチェイン複体に関しても同様の事実が従う：
定理 ― 
R、Mを上述の定理と同様に取り、{\displaystyle C^{*}}を任意のコチェイン複体とすると、
{\displaystyle 0\to H^{n}(C^{*})\otimes _{R}M{\overset {\alpha }{\to }}H^{n}(C^{*}\otimes _{R}M){\overset {\beta }{\to }}\operatorname {Tor} _{R}(H^{n+1}(C^{*}),M)\to 0}
が短完全系列となるα、βが存在する。
この短完全系列が{\displaystyle C^{*}}、Mに関して自然である事や分裂する事も前述の定理と同様である。

また{\displaystyle R=\mathbb {Z} }で各{\displaystyle H^{n}(C_{*})}が有限生成加群である場合は、ホモロジー場合と同様の形で具体的に書ける。

### M係数のホモロジー・コホモロジーに対する普遍係数定理
上述のコチェイン複体関する普遍係数定理をMを係数に持つコホモロジー（例えばMを係数にもつ特異コホモロジー）に適用する場合は注意が必要である。

#### 定義
これまで同様Rが単項イデアル整域とし、MをR-加群する。R上のチェイン複体{\displaystyle C_{*}:=(C_{n},\partial _{n})_{n\in \mathbb {Z} }}に対し、
{\displaystyle \partial _{n}{}^{*}~:~\mathrm {Hom} _{R}(C_{n},M)\to \mathrm {Hom} _{R}(C_{n+1},M),~~c\mapsto c\circ \partial _{n+1}}
と定義すると
{\displaystyle \partial _{n+1}{}^{*}\circ \partial _{n}{}^{*}=0}
であるので{\displaystyle \mathrm {Hom} _{R}(C_{*},M):=(\mathrm {Hom} _{R}(C_{*},M),\partial _{n}{}^{*})_{n\in \mathbb {Z} }}はコチェイン複体である。{\displaystyle \mathrm {Hom} _{R}(C_{*},M)}をMに関する{\displaystyle C_{*}}の双対コチェイン複体（英: dual cochain complex）という。
定義 ― 　
- {\displaystyle H_{n}(C_{*};M):=H_{n}(C_{*}\otimes _{R}M)}を{\displaystyle C_{*}}のn次のMに係数を持つホモロジー加群という[13]。
- {\displaystyle H^{n}(C_{*};M):=H^{n}(\mathrm {Hom} (C_{*},M))}を{\displaystyle C_{*}}のn次のMに係数を持つコホモロジー加群という[13]。

#### ホモロジーの場合
Mに係数を持つホモロジー加群の方はその定義により、
{\displaystyle H_{n}(C_{*};M)=H_{n}(C_{*}\otimes _{R}M)}
{\displaystyle H_{n}(C_{*};R)=H_{n}(C_{*}\otimes _{R}R)=H_{n}(C_{*})}

なので、前述のホモロジーに関する普遍係数定理の{\displaystyle H_{n}(C_{*}\otimes _{R}M)}、{\displaystyle H_{n}(C_{*})}を単純に置き換える事で、以下の系が従う：
系 ― 
R、Mを前述の定理と同様に取り、{\displaystyle C_{*}}を任意のチェイン複体とすると、
{\displaystyle 0\to H_{n}(C_{*};R)\otimes _{R}M{\overset {\alpha }{\to }}H_{n}(C_{*};M){\overset {\beta }{\to }}\operatorname {Tor} _{R}(H_{n-1}(C_{*};R),M)\to 0}
が短完全系列となるα、βが存在する。

#### コホモロジーの場合
一方、Mを係数を持つコホモロジー加群の場合は若干の注意が必要である。実際、{\displaystyle C^{*}:=\mathrm {Hom} _{R}(C_{*},R)}としてやると、
{\displaystyle H^{n}(C_{*};R)=H^{n}(\mathrm {Hom} (C_{*},R))=H^{n}(C^{*})}
であるが、{\displaystyle H^{n}(C_{*};M)}の方は
{\displaystyle H^{n}(C^{*};M)=H^{n}(\mathrm {Hom} (C_{*},M))}
であり、コホモロジーの普遍係数定理における
{\displaystyle H^{n}(C^{*}\otimes _{R}M)=H^{n}(\mathrm {Hom} (C_{*},R)\otimes _{R}M)}
とは異なるので単純に置き換える事ができない。しかし適切な条件下ではこれら２つが等しくなり、Mを係数に持つコホモロジー加群の普遍係数定理を示す事ができる：
定理 ― 
R、Mを前述の定理と同様に取り、さらに{\displaystyle C_{*}:=(C_{n},\partial _{n})_{n\in \mathbb {Z} }}をR上のチェイン複体で各nに対し、{\displaystyle C_{n}}がR-加群として自由なものとする。
このときMがR上有限生成であるかもしくは全てのnに対して{\displaystyle H_{n}(C_{*};R)}がR上有限生成であれば、任意のnに対して以下が完全系列になるα、βが存在する:
{\displaystyle 0\to H^{n}(C_{*};R)\otimes _{R}M{\overset {\alpha }{\to }}H^{n}(C_{*};M){\overset {\beta }{\to }}\mathrm {Tor} _{R}(H^{n+1}(C_{*};R),M)\to 0}.

## Extに関する普遍係数定理
Ext関手を使う事で、ホモロジーとコホモロジーの関係性を示す以下の普遍係数定理を示す事ができる。
前に述べたように、チェイン複体{\displaystyle C_{*}}の双対コチェイン複体{\displaystyle \mathrm {Hom} _{R}(C_{*},M):=(\mathrm {Hom} _{R}(C_{*},M),\partial _{n}{}^{*})_{n\in \mathbb {Z} }}に対し、Mを係数に持つコホモロジー加群を{\displaystyle H^{n}(C_{*};M)=H^{n}(\mathrm {Hom} _{R}(C_{*};M))}により定義する。
このとき以下の定理がしたがう：
定理 (Extに関する普遍係数定理) ― 
Rを単項イデアル整域とし、MをR-加群とし、さらに{\displaystyle C_{*}:=(C_{n},\partial _{n})_{n\in \mathbb {Z} }}をR上のチェイン複体で各nに対し、{\displaystyle C_{n}}がR-加群として自由なものする。このとき、
{\displaystyle 0\to \operatorname {Ext} _{R}(H_{n-1}(C_{*}),M){\overset {\beta }{\to }}H^{n}(C_{*};M){\overset {\alpha }{\to }}\operatorname {Hom} _{R}(H_{n}(C_{*}),M)\to 0}
が短完全系列となるα、βが存在する。
しかもこの短完全系列は{\displaystyle C_{*}}およびMに関して自然である。さらにこの短完全系列は（Mに関して自然だが{\displaystyle C_{*}}に関しては自然ではなく）分裂する。
上述の定理においてαは{\displaystyle [\varphi ]\in H^{n}(C_{*};M)=H^{n}({\textrm {Hom}}_{R}(C_{*},M))}に対し、{\displaystyle [c]\in H^{n}(C_{*})\mapsto \varphi (c)\in M}という{\displaystyle \operatorname {Hom} _{R}(H_{n}(C_{*}),M)}の元を対応させる写像である。
{\displaystyle R=\mathbb {Z} }で各{\displaystyle H_{n}(C_{*})}が有限生成加群である場合はコホモロジーをより具体的に書ける。有限生成加群の基本的定理より、{\displaystyle H_{n}(C_{*})}は自由加群部分Fnと捩れ部分群部分{\displaystyle T_{n}}の和で書ける。この事実とExtの性質を利用すると、以下がわかる：
命題 ― 上記の設定のもと以下が成立する：
{\displaystyle H^{n}(C_{*};\mathbb {Z} )\approx \mathrm {Hom} (H_{n}(C_{*});\mathbb {Z} )\oplus \operatorname {Ext} _{R}(H_{n-1}(C_{*}),\mathbb {Z} )\approx F_{n}\oplus T_{n-1}}
上記により{\displaystyle \mathbb {Z} }-係数コホモロジーさえ分かってしまえば、後はTorに関する普遍係数定理により他の係数のコホモロジーも求まる。
{\displaystyle H_{n}(C_{*})}が有限生成であれば、上述の普遍係数定理でホモロジーとコホモロジーの役割を反転させた定理も成立する：
定理 ― 
Rを単項イデアル整域とし、MをR-加群とし、さらに{\displaystyle C_{*}:=(C_{n},\partial _{n})_{n\in \mathbb {Z} }}をR上のチェイン複体で各nに対し、{\displaystyle C_{n}}がR-加群として自由で、しかも{\displaystyle H_{n}(C_{*})}が有限生成R-加群であるものとする。
このとき、
{\displaystyle 0\to \operatorname {Ext} _{R}(H^{n+1}(C_{*}),M){\overset {\beta }{\to }}H_{n}(C_{*};M){\overset {\alpha }{\to }}\operatorname {Hom} _{R}(H^{n}(C_{*}),M)\to 0}
が短完全系列となるα、βが存在し、この短完全系列は分裂する。
上述の定理において、αは{\displaystyle [z]\otimes m\in H_{n}(C_{*}\otimes _{R}M)=H_{n}(C_{*};M)}に対し、{\displaystyle [f]\in H^{n}(C_{*})\mapsto f(z)m\in M}という{\displaystyle \mathrm {Hom} (H^{n}(C_{*}),M)}の元を対応させる写像である。